# Église Saint-Joseph de Tunis
L'église Saint-Joseph de Tunis, située rue Houcine-Bouzayène à Tunis, est une église catholique construite en 1941 pendant le protectorat français. Cédée au gouvernement tunisien en 1964, elle abrite désormais le Centre universitaire d'art dramatique et d'activités culturelles.

## Premiers édifices
Peu après l'instauration du protectorat français en 1881, l'installation de nombreuses familles italiennes au sud de l'avenue Jules-Ferry est à l'origine de la création du quartier de La Petite Sicile. Pour apporter un soutien spirituel à cette population très croyante, des terrains sont achetés à la famille Fasciotti afin d'y bâtir une chapelle.
La première pierre est posée le 8 février 1911 mais il faut attendre avril 1912 pour que l'entrepreneur Isidore Désiato soit chargé de la construction de l'édifice. Le 13 avril 1913, la nouvelle chapelle est bénite par l'archevêque de Carthage, Mgr Clément Combes. Elle est placée sous la protection de saint Joseph et, quelques mois plus tard, une statue le représentant, offerte par les sœurs de Saint-Vincent-de-Paul, vient orner le lieu de culte.
En 1930, alors qu'elle n'était jusque là qu'une annexe de la cathédrale Saint-Vincent-de-Paul de Tunis, la chapelle Saint-Joseph devient le centre de la nouvelle paroisse du même nom. Elle est alors placée sous l'autorité des prêtres de la congrégation de Notre-Dame de Sion. Le catéchisme rassemble alors 500 enfants, italiens pour la plupart, preuve de l'accroissement de ce quartier populaire.

## Historique de l'église
En 1941, on estime le nombre de fidèles de la paroisse à 15 000 âmes. La chapelle est devenue trop petite face à l'affluence des fidèles. La construction d'un nouvel édifice est devenue nécessaire. On y voit aussi l'occasion de fournir du travail aux nombreux chômeurs de la ville alors que le début de la Seconde Guerre mondiale a aggravé les difficultés économiques du pays.
Un comité franco-italien est mis sur pied afin de réunir les fonds nécessaires au chantier, malgré les antagonismes entre les deux populations depuis que l'Italie a déclaré la guerre à la France le 10 juin 1940. La souscription remporte un vif succès et un architecte venu de la colonie italienne de Libye, Remo Radicioni, est chargé de dresser les plans de l'église.
Il imagine un édifice conçu en trois parties : un sous-sol réservé aux œuvres de la paroisse (salles de réunions, cinéma, etc.), un rez-de-chaussée abritant le lieu de culte alors que le presbytère serait installé au premier étage. La construction est rapide et l'église est inaugurée le 14 juin 1941.
La présence du saint protecteur est rappelée par la présence d'une mosaïque sur la façade de l'immeuble. On y voit saint Joseph portant l'Enfant Jésus et tenant dans sa main gauche une fleur de lys, symbole de l'Immaculée Conception. Quant à l'ancienne chapelle, elle est détruite en 1943 pendant les bombardements de la ville. Il faut attendre plusieurs années pour que l'« école de Nazareth » soit construite sur ses ruines.
Le 23 avril 1950, on inaugure les nouveaux orgues. Le 30 octobre 1950, deux cloches sont bénites des noms de « Anne-Marie » et « Marie-Louise » mais il faut attendre 1955 pour qu'un clocher, construit par l'entrepreneur Venza et dessiné par l'architecte Jean Roger et l'ingénieur Di Malta, puisse les accueillir.
La ferveur populaire est particulièrement importante le jour de la Saint Joseph. L'église étant trop petite pour accueillir tous les fidèles, la messe est dite sur son parvis avant que la statue du saint ne soit promenée en procession dans les rues adjacentes. Dans les maisons, chaque famille a construit un petit autel que vient bénir le prêtre de la paroisse.
|      | Baptêmes | Mariages | Sépultures |
| ---- | -------- | -------- | ---------- |
| 1930 | 18       | 0        | 10         |
| 1940 | 175      | 39       | 97         |
| 1950 | 196      | 89       | 79         |
| 1960 | 160      | 75       | 39         |

## Bâtiment après l'indépendance
L'indépendance de la Tunisie en 1956 provoque le départ progressif de beaucoup de familles européennes mais l'affluence reste élevée dans cette église bâtie dans un quartier populaire. Elle est finalement fermée à l'occasion du modus vivendi signé entre le gouvernement tunisien et le Vatican le 10 juillet 1964. Le bâtiment est cédé gratuitement avec l'assurance qu'il ne sera utilisé qu'à des fins d'intérêt public compatibles avec son ancienne destination.
C'est un drame pour toutes ces familles chrétiennes. En désespoir de cause, des démarches sont entreprises auprès de Mgr Maurice Perrin pour qu'il obtienne la prolongation à vie de la paroisse mais celui-ci ne peut que leur proposer sa villa pour y transférer le lieu de culte, vaine proposition puisque la villa est également nationalisée.
L'ancienne église abrite désormais les locaux du Centre universitaire d'art dramatique et d'activités culturelles ainsi qu'un jardin d'enfants dans une partie de ses locaux.